# Abeer Almadawy
Abeer Almadawy, en arabe : عبير المعداوي,  née le 1er avril 1970 à Alexandrie en Égypte
est une journaliste et écrivaine égyptienne.

## Source de la traduction
- (en) Cet article est partiellement ou en totalité issu de l’article de Wikipédia en anglais intitulé « Abeer Almadawy » (voir la liste des auteurs).